# Ingelstads och Järrestads domsaga
Ingelstads och Järrestads domsaga var en domsaga i Kristianstads län. Den bildades 1848 genom delningen av Ingelstads, Herrestads, Järrestads och Ljunits häraders domsaga.
Domsagan utökades 1967 med Albo härad från Gärds och Albo häraders domsaga. Domsagan upphörde vid tingsrättsreformen 1971 och verksamhet uppgick då i Ingelstads och Järrestads tingsrätt och dess domsaga.
Domsagan lydde under hovrätten över Skåne och Blekinge.

## Tingslag
- Ingelstads tingslag till 1873
- Järrestads tingslag till 1873
- Ingelstads och Järrestads domsagas tingslag från 1873

## Häradshövdingar
- 1848–1865 Anders Gustaf Lundström
- 1865–1885 Johan Fredrik von Sydow
- 1886–1906 Rutger Fredrik Bennet
- 1906–1931 Bror Carl Cederström
- 1931–1958 Sture Fredrik Benjamin Petersson
- 1958–1966 Gunnar Thorleif Engström
- 1967–1970 Nils Börje Lihné (tillförordnad)